# Калце (Логатець)
Калце (словен. Kalce) — поселення в общині Логатець, Осреднєсловенський регіон, Словенія. Висота над рівнем моря: 490,9 м.